# Forces armées des États-Unis
 (novembre 2021).
Les forces armées des États-Unis (en anglais : United States Armed Forces), souvent appelées Armée américaine dans le langage courant français, abrégées en anglais par « US Armed Forces » ou « US Military », sont les armées entretenues par les États-Unis. En 2024, elle compte 1 328 000 militaires actifs ; si les garde-côtes sont exclus du décompte, il s'agit, en effectifs, de la deuxième ou troisième armée mondiale, derrière l'Armée populaire de libération chinoise, et pratiquement à égalité avec les Forces armées indiennes. Le département de la Défense des États-Unis (DoD ou DOD) emploie également, au 30 juin 2010, 770 569 civils dont 12 851 étrangers.
En termes de dépenses de défense (environ 916 milliards de dollars en 2023, soit 37 % des dépenses mondiales de défense), de force de frappe et de capacité de déploiement, il s'agit de la première armée mondiale. Une partie relativement importante de l'armée des États-Unis est déployée hors du territoire national. Elle joue un grand rôle dans la politique étrangère du pays.
L'Armée américaine comprend six composantes depuis le 20 décembre 2019. Il s'agit, par nombre décroissant de militaires actifs, de : l'US Army, l'US Navy, l'US Air Force, l'US Marine Corps, l'US Coast Guard, et l'US Space Force.

## Histoire

Pays de l'OTAN.

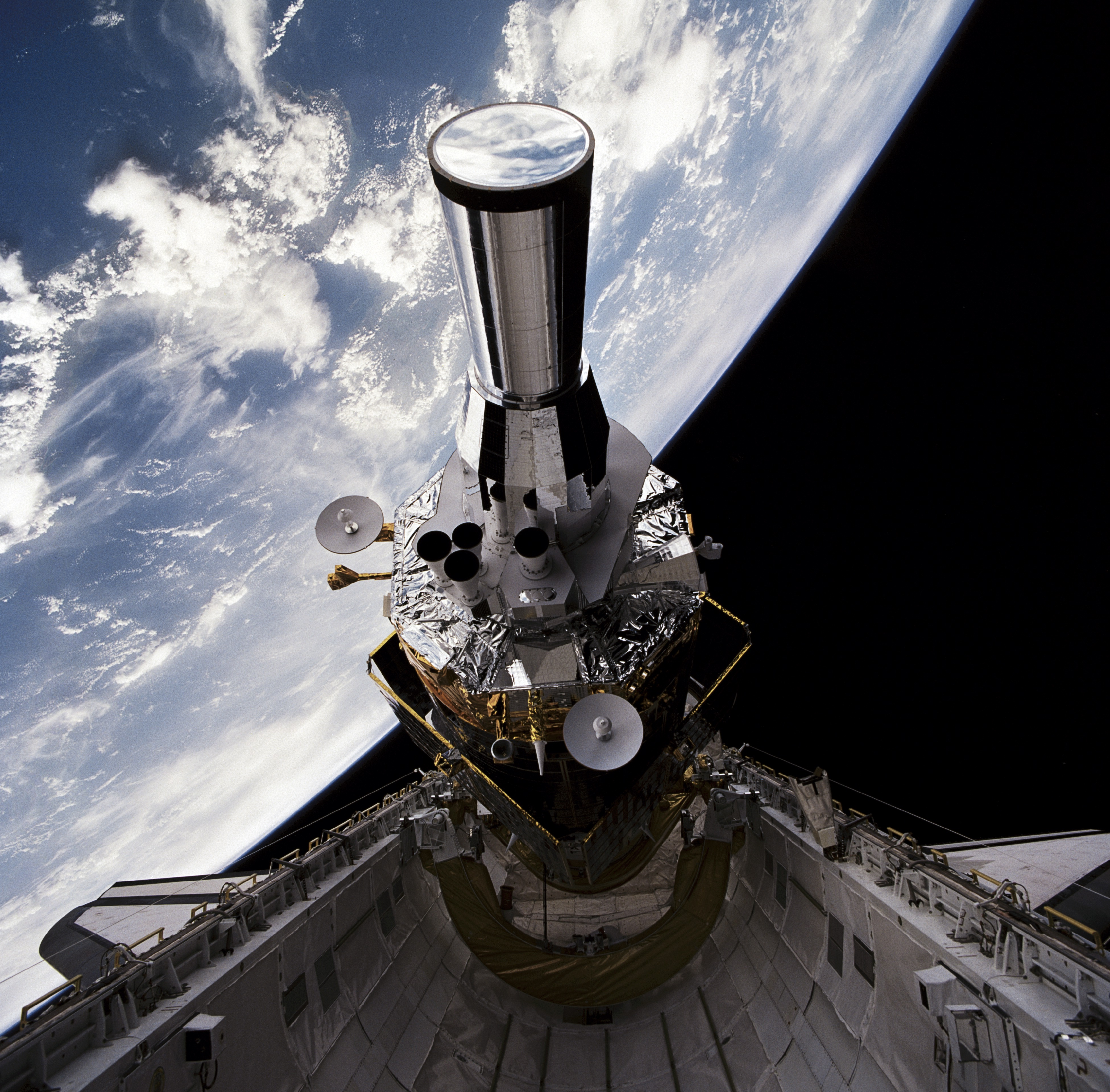
Déploiement d'un satellite d'alerte du Defense Support Program lors de la mission STS-44 en 1991.

La puissance militaire des États-Unis depuis la Seconde Guerre mondiale s'explique notamment par leur avance technologique : ils sont le premier pays à avoir développé la bombe atomique ; dans les années 1970, leurs recherches amènent la production d'engins furtifs. Le programme spatial des États-Unis déploie la moitié des satellites artificiels militaires du monde qui sont utilisés pour de nombreuses fonctions, de la communication au guidage des missiles. Le bouclier antimissile est en fonction depuis novembre 2004. Internet et le GPS sont des innovations américaines qui ont d'abord servi à des fins militaires. La domination militaire américaine découle aussi de la faiblesse des autres pays : la puissance russe a décliné depuis la disparition de l'URSS et du pacte de Varsovie. L'Union européenne n'a pas de véritable armée ni de politique étrangère commune. De fait, le complexe militaro-industriel est important aux États-Unis, il est le premier exportateur entre 2007 et 2011 avec 30 % en volume des exportations d'armement dans le monde.
La présence de l'Armée américaine est mondiale depuis la Seconde Guerre mondiale : elle possède des bases militaires sur tous les continents bien que nombre d'entre elles soient fermées dans le cadre des Base Realignment and Closure depuis 1989, essentiellement en Europe de l'Ouest. Ces dernières années, la plupart des effectifs américains à l'étranger se trouvaient dans les pays où les États-Unis étaient en guerre (Irak entre 2003 et 2011, Afghanistan entre 2001 et 2021), dans les anciens pays de l’Axe (Allemagne, Japon, Corée du Sud, Italie) et dans les régions stratégiques (Djibouti depuis 2002, Golfe Persique). Tous les océans sont quadrillés par des flottes permanentes. Les États-Unis sont actuellement le seul pays à pouvoir intervenir massivement partout dans le monde.
Depuis la fin de la guerre froide, les interventions armées américaines se multiplient, soit avec l'aval de l'ONU (Somalie, ex-Yougoslavie, Afghanistan, Libye), soit sans (Irak). La politique étrangère dépend du président, qui est le chef des armées, négocie les traités et dispose du feu nucléaire ; mais elle est également tributaire du Congrès qui décide de la guerre et entérine les traités internationaux. Durant le XXe siècle, les États-Unis ont connu des phases isolationnistes et sont entrés en guerre pour réagir à des attaques. Avec la guerre froide, ils se sont posés en défenseurs du monde libre et démocratique contre le bloc soviétique et ont mis en place un réseau d'alliance dont la pièce maîtresse est l'OTAN. Aujourd'hui[Quand ?], certaines de ces alliances existent toujours et l'OTAN se renforce avec l'entrée des pays de l'est de l'Europe et le retour de la France dans le commandement intégré. Les États-Unis garantissent aussi leur aide militaire à de nombreux pays.
Pourtant, la puissance militaire des États-Unis n'est pas sans faiblesse : face au terrorisme et à la guerre asymétrique, les stratégies conventionnelles semblent mal adaptées, comme le montrent les progrès des Talibans en Afghanistan. Washington a besoin de ses alliés pour mener des expéditions. Des oppositions se sont développées contre la politique étrangère de George W. Bush, y compris aux États-Unis, et des alliances concurrentes se mettent en place comme l'Organisation de coopération de Shanghai. En 2009, le président Barack Obama a confirmé le retrait des troupes américaines d'Irak pour les redéployer en Afghanistan.

## Commandement

Le déploiement des Forces armées des États-Unis dans des bases militaires du monde selon le schéma mouvant des sphères d'influence est perceptible au travers de la répartition géographique du commandement Interarmées de Combat. Cette présence globale permettant la projection de la puissance armée, sous la forme la plus adaptée à l'action requise par la géostratégie et la tactique, fournit la base arrière des interventions militaires depuis 1947.

### Commandant en chef
La Constitution des États-Unis, article II section 2, donne le titre de commandant en chef au président des États-Unis, qui « sera commandant en chef de l'armée de terre et de la marine des États-Unis, et de la milice des divers États quand celle-ci est appelée au service actif des États-Unis ».
En tant que commandant en chef, le président des États-Unis a la prééminence sur tout officier de l'armée et donc le droit inhérent d'assumer le commandement sur le champ de bataille. Cependant, parce que les présidents sont rarement présents sur les zones de guerre et ont souvent moins d'expérience que les commandants militaires, seuls deux présidents font usage de cette prérogative, George Washington et James Madison. Washington mène en personne une troupe de 70 000 hommes lors de la révolte du Whisky, pendant son second mandat. Il ne fut cependant pas présent lors des diverses escarmouches de ce conflit relativement peu sanglant.
Lors de la guerre de 1812, Madison se retrouva sous le feu de l'ennemi le 24 août 1814, lorsque les forces américaines sont mises en déroute par les troupes britanniques à Bladensburg. Exaspéré par l'incompétence du général américain, il prit le commandement des seules forces américaines restantes, une batterie navale commandée par le commodore Joshua Barney. Il fit cela pour stopper l'invasion britannique de la capitale américaine, mais ses efforts sont vains et les Britanniques incendièrent Washington pendant deux jours.
Pendant la guerre de Sécession, Abraham Lincoln considère la possibilité d'assumer lui-même le commandement de l'armée de l'Union sur le champ de bataille et se met à étudier des textes militaires car l'apathie et l'incompétence de ses généraux l'exaspéraient. Il se retrouva sous le feu ennemi en 1864 lors d'une attaque confédérée sur Fort Stevens dans le district de Columbia, mais il n'exerce à aucun moment son autorité de commandant en chef sur le champ de bataille.

### Commandement effectif

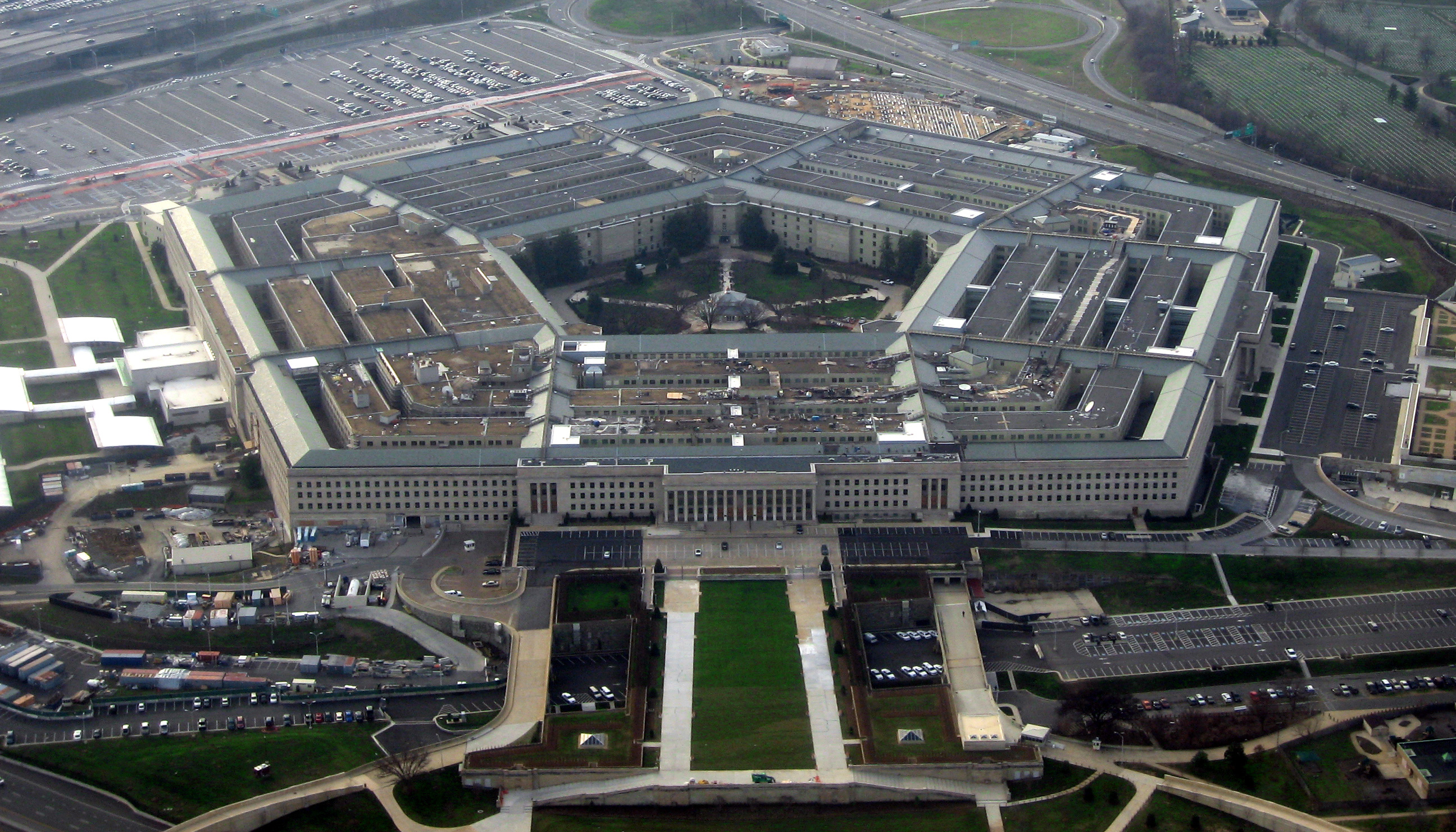
Le Pentagone, quartier-général et siège du département de la Défense des États-Unis depuis 1943.

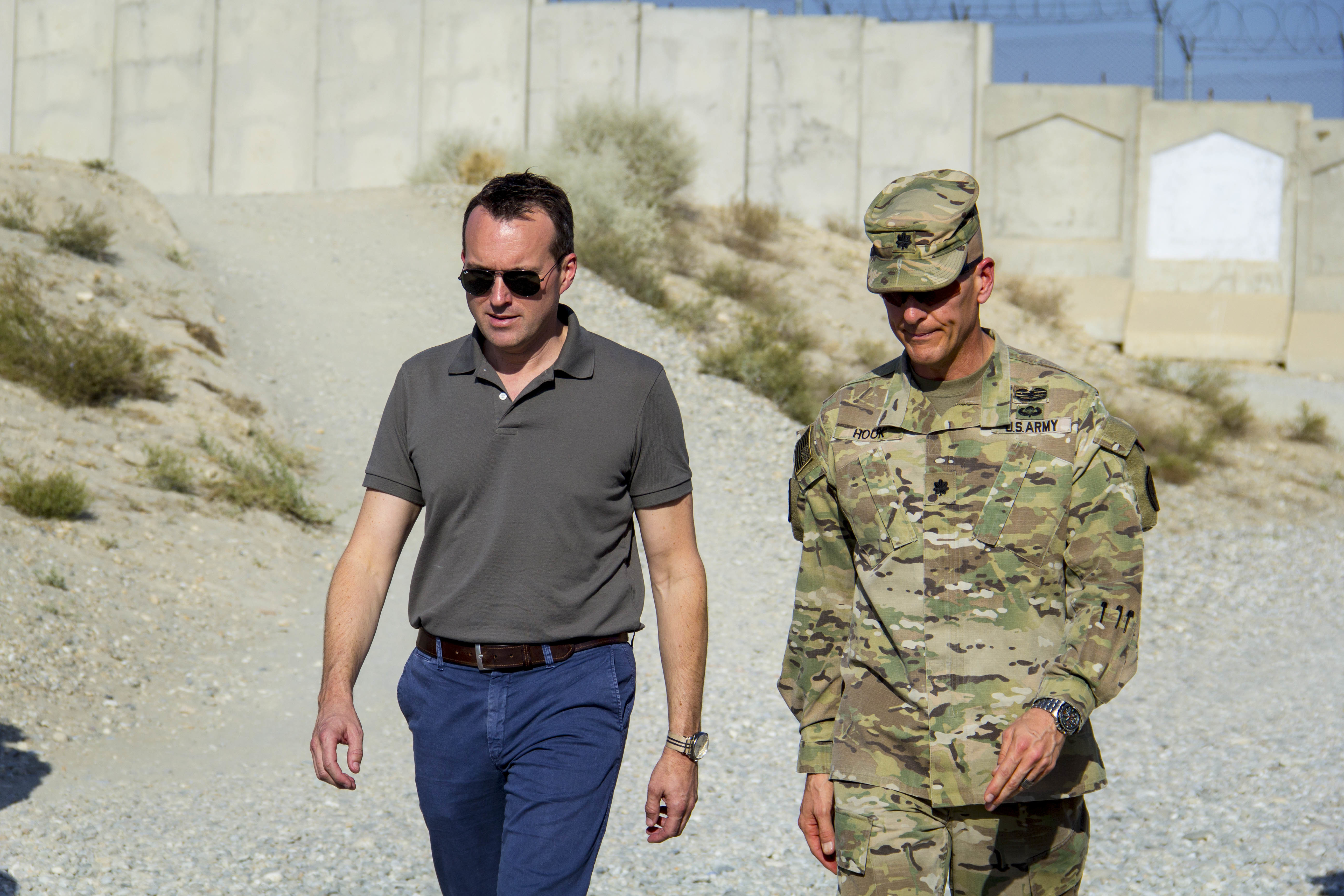
Le secrétaire à l'Armée Eric Fanning et le lieutenant-colonel Todd Hook, en 2016 en Afghanistan.

La direction des Forces armées des États-Unis est assurée par le comité des chefs d'État-Major (Joint Chiefs of Staff) créé en 1949 qui comprend : le chef d'État-Major des armées des États-Unis (Chairman of the Joint Chiefs of Staff, un officier général assurant la présidence du comité), le chef d'état-major de l'armée de terre des États-Unis, le chef des opérations navales, le chef de l'État-Major de l'Armée de l'air, le chef des opérations spatiales, le commandant du corps des Marines (membre temporaire, conseiller pour l'utilisation des Marines), et le commandant de la Garde côtière (participant non-membre). Ce comité dépend directement du secrétaire à la Défense, chargé du département de la Défense qui, lui, répond directement devant le président des États-Unis.
Le Goldwater-Nichols Act de 1986 réorganise complètement la structure de commandement des Forces armées américaines qui repose actuellement[Quand ?] sur dix Unified Combatant Command qui couvrent chacun une zone géographique du monde (ou une responsabilité fonctionnelle).

### Contrôle parlementaire
Le comité des forces armées du Sénat des États-Unis est l'organe de contrôle du Sénat américain sur les Forces armées, les programmes de recherche et développement militaires et l'énergie nucléaire au service de la sécurité nationale. Le Posse Comitatus Act interdit, sauf exceptions, aux armées de s'occuper d'affaires du gouvernement civil, dans celles de la Justice ou dans une procédure judiciaire.

## Comparaison avec l'Armée soviétique de 1991
Tableau de comparaison des effectifs et des matériels conventionnels entre les deux superpuissances en 1991, l'année de la dislocation de l'URSS :
| Catégorie                     | Union Soviétique | États-Unis |
| ----------------------------- | ---------------- | ---------- |
| Effectifs d'active            | 3 400 000        | 1 985 555  |
| Réserve militaire             | 5 240 000        | nc         |
| Paramilitaire                 | 580 000          | -          |
| Chars                         | 54 500           | 18 000     |
| VTT/VCI                       | 86 000           | 34 000     |
| Artillerie/Mortiers/LRM       | 64 000           | 12 000     |
| Batteries de missiles sol-air | 8 500            | 1 200      |
| Hélicoptères terrestres       | 4 500            | 9 000      |
| Avions de combat tactiques    | 4 900            | 7 000      |
| Bombardiers de moyenne portée | 400              | -          |

## Structures pour la période 2011-2015
L'examen quadriennal de la Défense 2010 (Quadrennial Defense Review) publié le 1er février 2010 donne, entre autres, le format prévu des Forces pour la période 2011-2015, mais les réductions d'effectifs et des coupes budgétaires annoncées ont influencé ce format.

### Armée de terre (US Army)

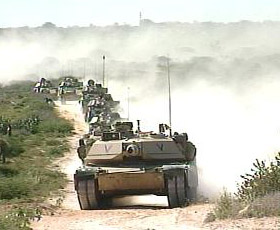
Colonne de M1A1 Abrams et M2 Bradley en Somalie en janvier 1994.

Les prévisions pour l'US Army portent les effectifs à 569 000 militaires à la suite d'une décision du 20 juillet 2009. Il est annoncé en janvier 2011 une baisse des effectifs à 552 000 militaires après la fin programmée des opérations de combat en Afghanistan en 2014, mais en septembre 2011, on annonce une baisse dès mars 2012 pour atteindre un maximum de 520 400 militaires d'active au 30 septembre 2016 et le 26 janvier 2012, alors que les effectifs à cette date sont de 562 000 hommes, c'est désormais le plafond de 490 000 militaires d'ici 2017 qui est dévoilé :
- 4 quartiers généraux de corps
- 18 quartiers généraux de division
- un total de 73 brigades de combat (Brigade Combat Team, BCT) (45 d'active et 28 de réserve), se composant de :
  - 40 brigades d'infanterie (Infantry Brigade Combat Team, IBCT)
  - 8 brigades Stryker (Stryker Brigade Combat Team, SBCT)
  - 25 brigades lourdes de combat (Heavy Brigade Combat Team, HBCT)
- 21 brigades d’aviation de combat (Combat Aviation Brigade) (13 d'active et 8 de réserve)
- 15 bataillons Patriot, 7 batteries THAAD

Il est annoncé en juin 2013 que l'Armée de terre doit réduire ses effectifs d'active de 570 000 personnes à cette date à 490 000 en 2017, soit une baisse de 17 % les faisant descendre au niveau auquel ils étaient avant les attentats du 11 septembre 2001. Le nombre de brigade d'active passera de 45 à 32 soit : 14 brigades d'infanterie, 7 brigades Stryker, et 12 brigades lourdes de combat (brigades blindées). Le nombre de bataillons de combat reste à peu près stable et passe de 98 à 95. Un bataillon supplémentaire étant affecté aux brigades restantes,.

### Force aérienne (US Air Force)

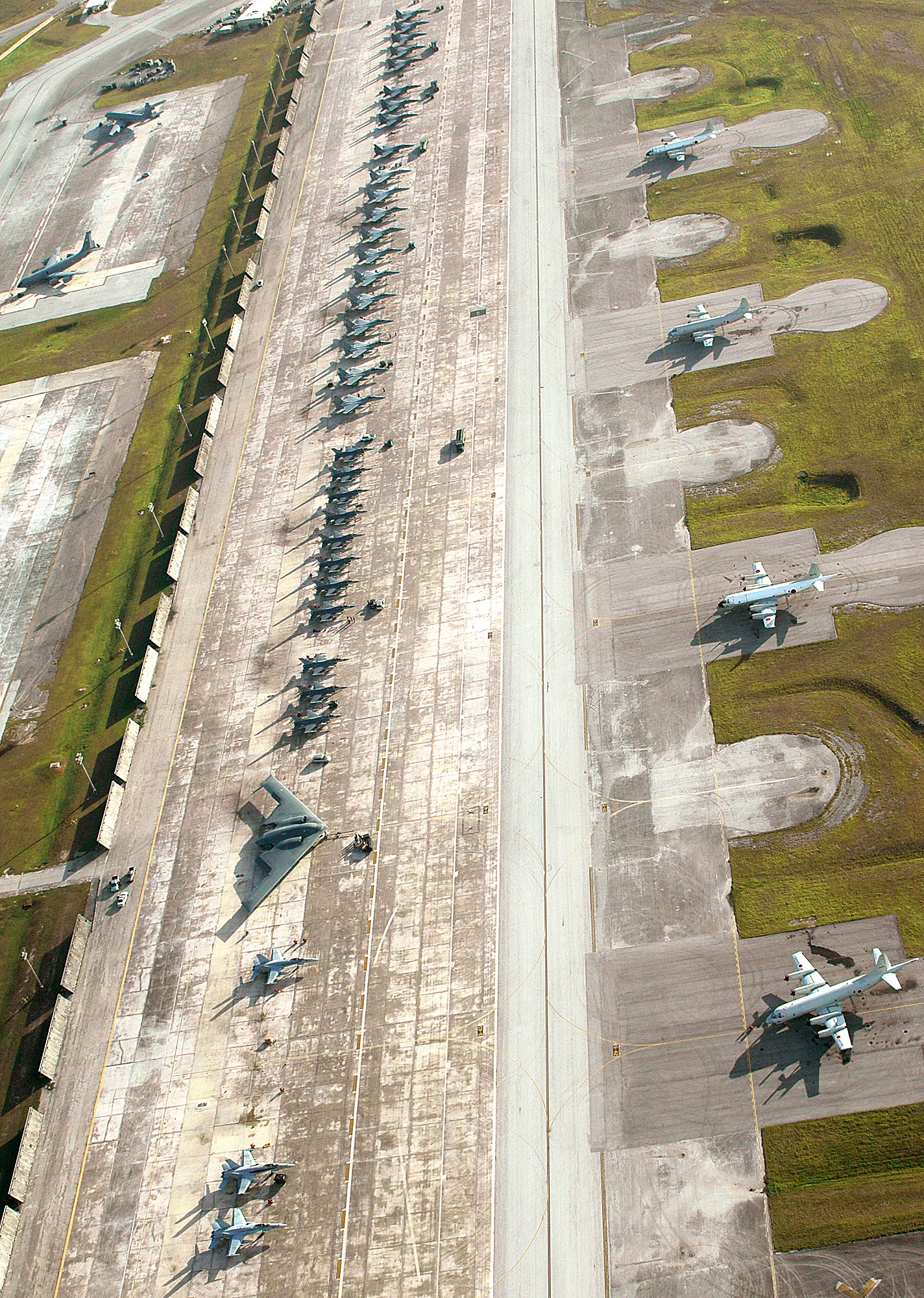
Un bombardier Northrop B-2 Spirit et des chasseurs F-15 Eagle et F-16 Falcon de l'USAF, des F/A-18 Hornet de l'US Navy et des P-3 Orion des Forces japonaises d'autodéfense à Andersen Air Force Base sur l'île de Guam en 2006.

Voici les prévisions pour l'USAF dont les effectifs sont de 335 950 militaires au 31 mars 2010 :
- 8 équivalents d’escadres de renseignement, surveillance et reconnaissance C4ISR (avec jusqu’à 380 aéronefs de mission principale)
- 30 – 32 équivalents d’escadres de transport aérien et de ravitaillement en vol (avec 33 aéronefs de mission principale par équivalent d’escadre)
- 10 – 11 équivalents d’escadres de frappe de théâtre (avec 72 aéronefs de mission principale par équivalent d’escadre)
- 5 escadres de frappe à longue portée (avec jusqu’à 96 bombardiers)
- 6 équivalents d’escadres de supériorité aérienne (avec 72 aéronefs de mission principale par équivalent d’escadre)
- 3 escadres de commandement et de contrôle et cinq centres d’opérations aériennes et spatiales entièrement opérationnels (avec un total de 27 aéronefs)
- 10 escadres affectées à l'espace et au cyberespace

### Marine militaire (US Navy)

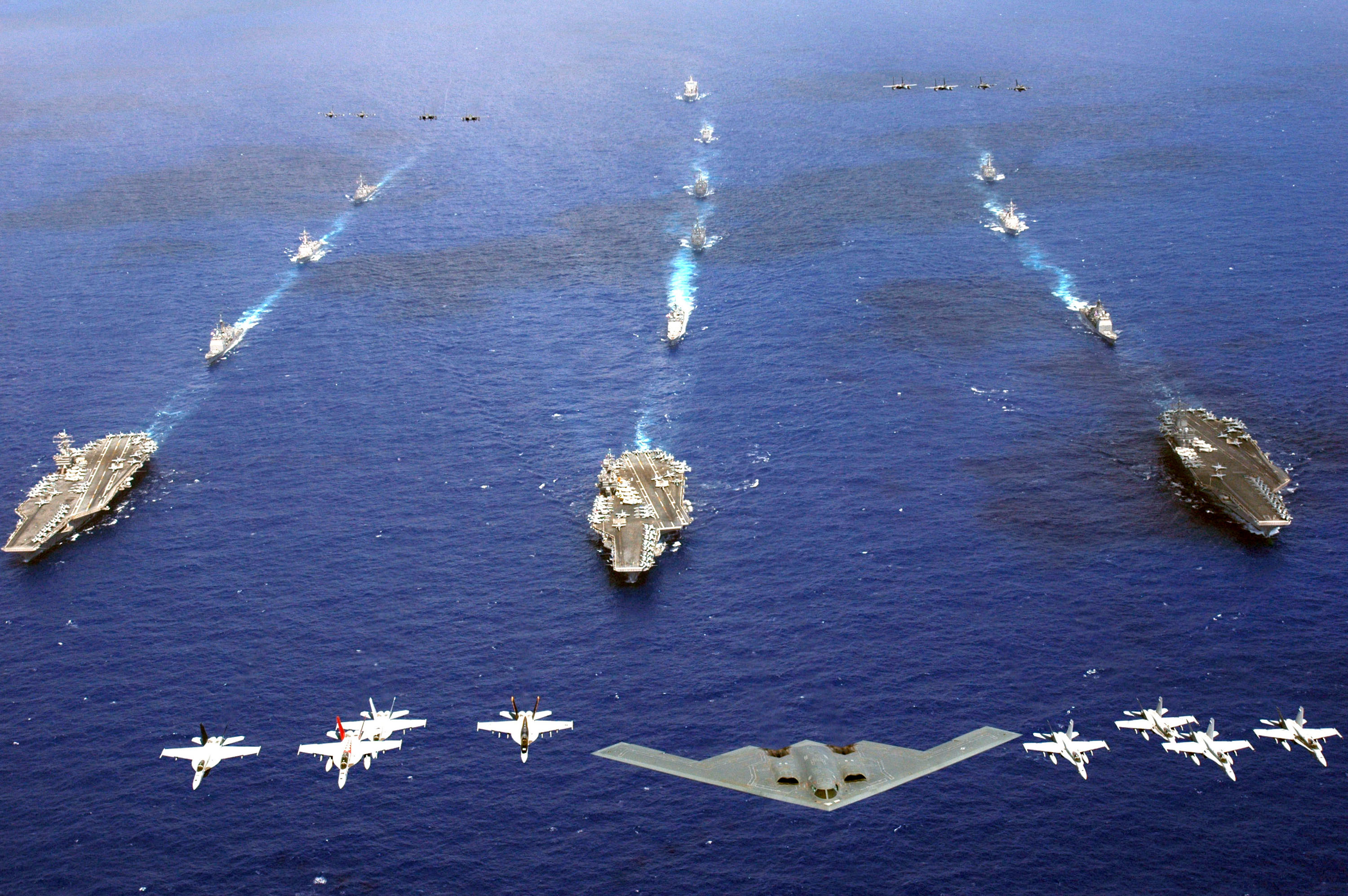
L'exercice Valiant Shield mené dans la partie ouest de l'océan Pacifique en juin 2006 regroupa dans un groupe de forces combinées 28 navires, 300 aéronefs et environ 20000 militaires. De gauche à droite : les porte-avions, et.

Voici les prévisions pour l'United States Navy dont les effectifs en 2010 sont de 330 000 personnels d'active, 103 000 réservistes employables immédiatement et 192 000 employés civils pour 286 navires de guerre début mai 2010 :
- 10 porte-avions
- 10 escadres aériennes embarquées
- 84–88 grands bâtiments de surface, y compris de 21 à 32 bâtiments de surface adaptés à la défense contre les missiles balistiques
- 14–28 petits bâtiments de surface (+ 14 chasseurs de mines)
- 29–31 navires d’assaut amphibie
- 53–55 sous-marins nucléaire d'attaque
- 14 sous-marins nucléaire lanceur d’engins
- Aegis Ashore (SM-3 basé à terre)
- 126–171 aéronefs de renseignement, surveillance et reconnaissance et de guerre électronique basés à terre (avec ou sans pilote)
- 3 escadrilles de prépositionnement maritime
- 30–33 bâtiments de soutien logistique de combat (+ 1 plateforme d’atterrissage mobile)
- 17–25 navires de commandement et de soutien (dont JHSV, 3 T-AKE, 1 MLP)
- 51 navires rouliers de transport stratégique par mer

### Corps des Marines (US Marine corps)

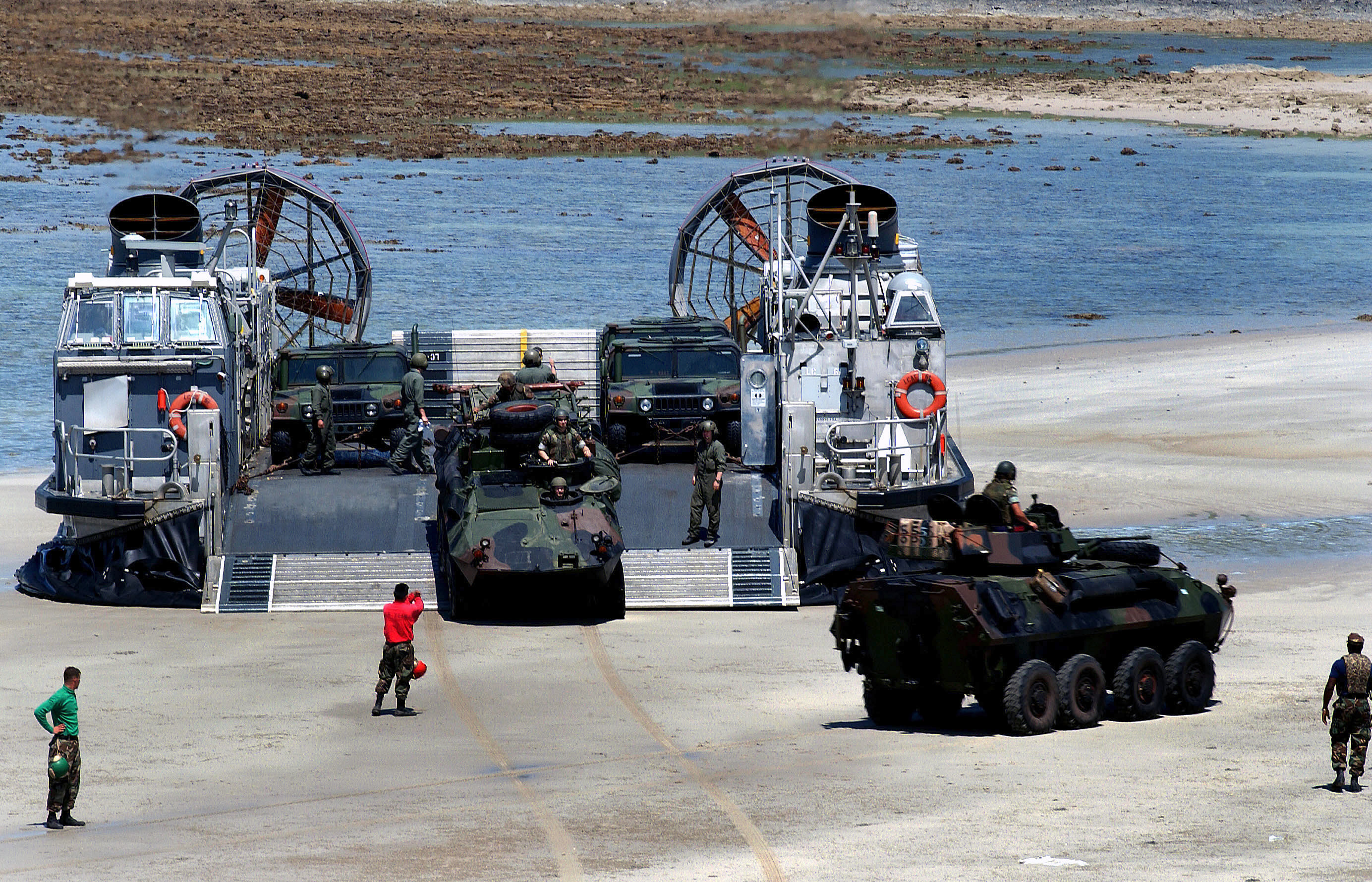
Débarquement de LAV-25 et d'HMMWV des Marines depuis un LCAC de l'US Navy en 2002.

Voici les prévisions pour le United States Marine Corps dont les effectifs sont de 203 213 militaires d'active au 31 mars 2010. Il est annoncé, en janvier 2012, des effectifs de 182 000 hommes en 2017. Le budget de la défense 2019 autorise 186 100 Marines d'active et 38 500 de réserve au 30 septembre 2019 :
- 3 corps expéditionnaires de Marines :
  - 4 divisions de Marines (3 d'active et 1 de réserve) : 11 régiments d’infanterie, et 4 régiments d’artillerie ;
  - 4 unités d’aviation de Marines : 6 groupes aériens, 7 groupes d'hélicoptères, 4 groupes de contrôle, 4 groupes de soutien ;
  - 4 groupes de logistique de Marines ;
  - 9 régiments de logistique de combat ;
  - 7 éléments de commandement des unités expéditionnaires de Marines

### Forces spéciales

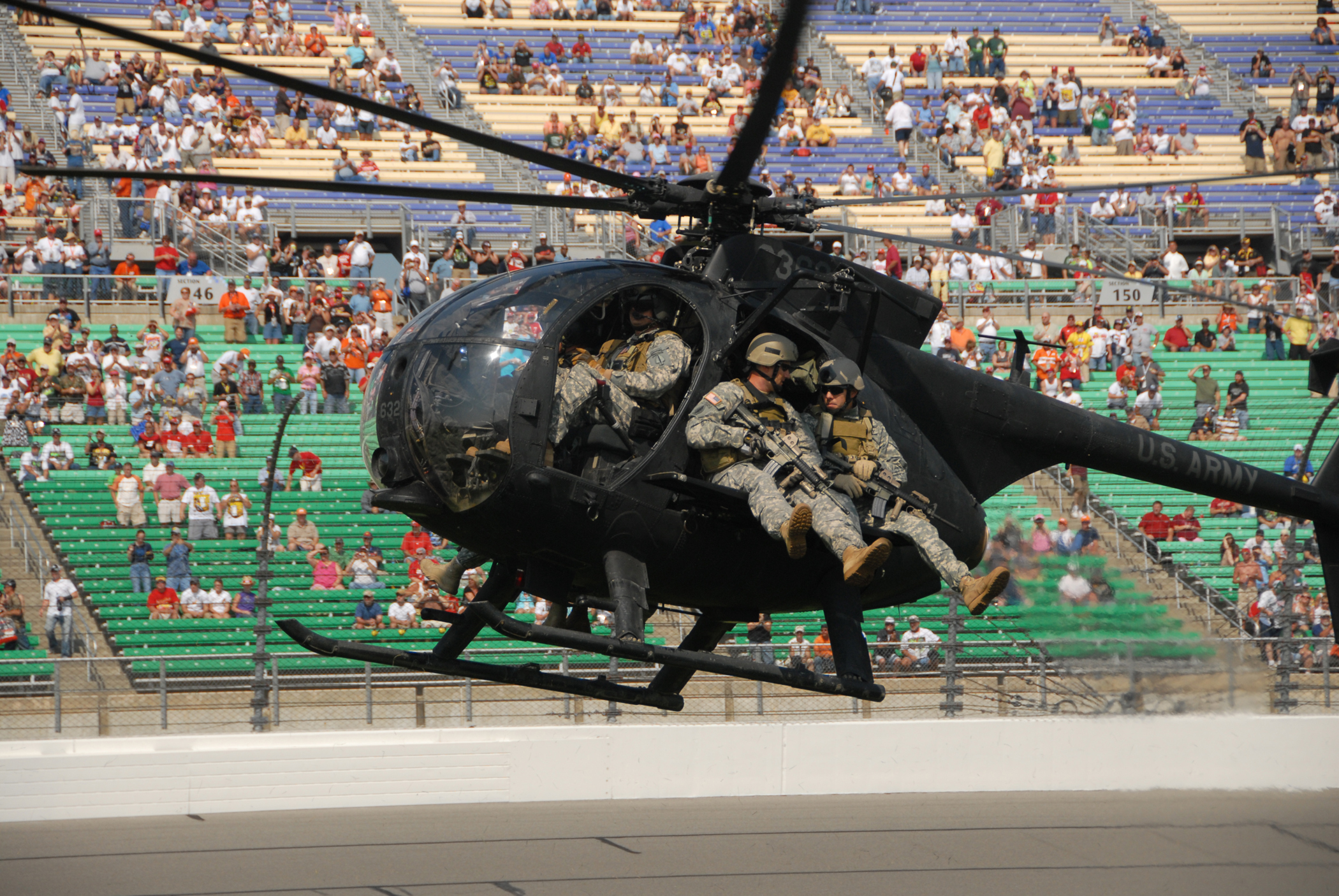
Un MH-6 Little Bird du 160th SOAR faisant une démonstration d'infiltration avec des hommes du 5th SFG(A) en 2008.

Les prévisions pour le United States Special Operations Command regroupe des unités de toutes les branches des Forces armées dont environ 660 équipes d’opérations spéciales (dont des équipes ODA, des sections SEAL, des équipes d’opérations spéciales des Marines, des équipes tactiques spéciales de l’Armée de l’air et des détachements d'aviation opérationnels), 3 bataillons de Rangers et 165 aéronefs à rotors basculants/à voilure fixe pour l'aéromobilité et l’appui-feu.

## Effectifs globaux

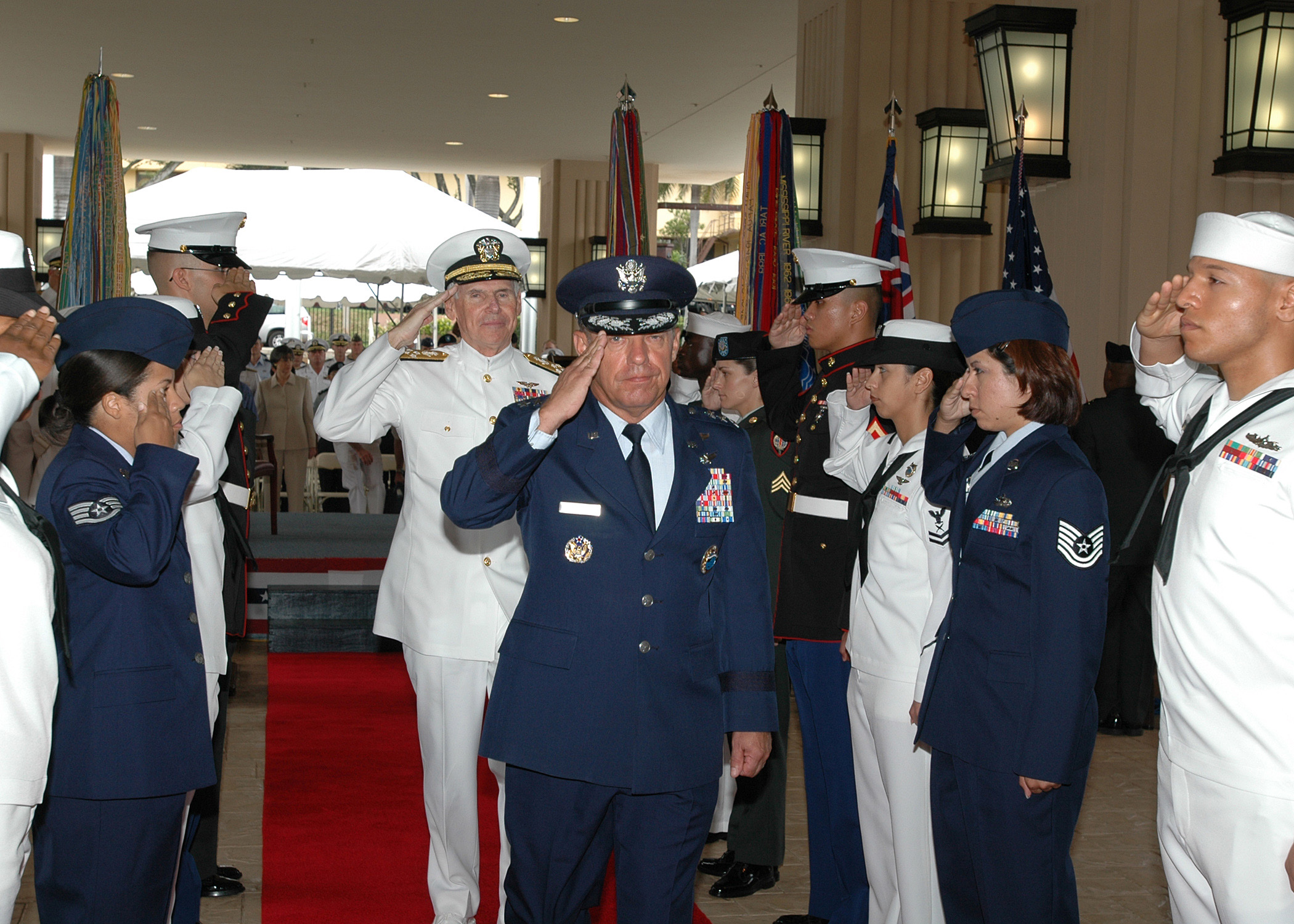
Membres des quatre armes lors d'une passation de commandement du United States Pacific Command en 2007. De gauche à droite, on peut identifier : une Staff Sergeant de l'USAF, un membre de l'US Navy et un Marine sans grades visibles, au centre arrière, un Admiral de la Navy, au centre devant, un Lieutenant-General de l'US Army, une Sergeant de l'US Army, un Marine vraisemblablement Lance corporal d'après son insigne de manche à moitié cachée, une Petty Officer 2nd Class de la Navy, une Sergeant First Class de l'USAF et un marin dont le rang n'est pas visible.

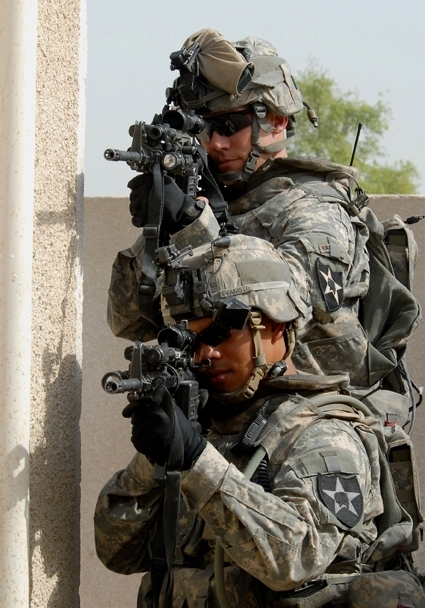
Soldats de la 2e division d'infanterie en Irak en 2007.

Les États-Unis se classent deuxième derrière la Chine pour le nombre de soldats actifs (1,4 million), mais 57e (en 2001) si l'on ramène ce nombre à la population totale (six soldats pour 10 000 habitants). Il faut rajouter les forces de réserve, qui totalisent 1,2 million d'hommes et de femmes prêts au combat (Garde nationale, armée de réserve et garde côtière).
Les effectifs militaires ont énormément fluctué dans l'Histoire. Historiquement faible en temps de paix, elle atteint un maximum de 16 millions de militaires américains à fin de la Seconde Guerre mondiale ; après avoir démobilisé, elle remonte à la suite de la guerre de Corée à 3 555 000 en 1953, baisse à 2 483 000 en 1961, et remonte sous l'impulsion de Robert McNamara à 2 808 000 au 30 juin 1962. Au début de l'engagement massif dans la guerre du Viêt Nam en 1965, 2 700 000 personnes étaient sous les drapeaux et le pic durant cette période est de 3 550 000 militaires mi-1968.
Depuis l'abandon de la conscription en 1973, les Forces armées des États-Unis sont réduites de près de 60 %. Dans les années 1980, ses effectifs étaient de 2 millions contre 1,4 million dans les années 2000.
La conscription en temps de paix fut établie aux États-Unis en septembre 1940, et ses conditions furent élargies par une loi établissant un service national le 13 décembre 1941, six jours après l’attaque japonaise contre Pearl Harbor. La conscription cesse en 1947, mais le service sélectif se poursuivit dans les années 1950, en raison de l’engagement dans la guerre de Corée. Les lois sur le service militaire continuèrent à être appliquées, bien que subissant de fréquents amendements, et fournirent des contingents pour la guerre du Viêt Nam. En 1969, un système de loterie fut institué pour sélectionner les conscrits. En 1973, l’intégration aux Forces armées américaines fonctionna exclusivement sur la base du volontariat ; depuis 1980, les hommes doivent se faire recenser auprès des autorités dans les trente jours suivant leur dix-huitième anniversaire.
De 65 à 75 % des effectifs peuvent être déployés hors du territoire métropolitain (contre 10 à 15 % des forces européennes). En proportion de leur population, les États-Unis ont, en 2008, 507 militaires d'active pour 100 000 habitants (45e rang mondial) et 807 militaires pour 100 000 habitants en incluant les réservistes (61e rang mondial).
Voici quelques chiffres sur les engagés au sein des Forces armées des États-Unis à la mi-2004 :
| Service/Arme            | Personnel actif | Taux de féminisation | Hommes du rang | Officiers |
| US Army                 | 500 203         | 15,2                 | 414 325        | 69 307    |
| US Marine Corps         | 176 202         | 6,0                  | 157 150        | 19 052    |
| United States Navy      | 375 521         | 14,5                 | 319 929        | 55 592    |
| United States Air Force | 358 612         | 19,6                 | 285 520        | 73 091    |
| US Coast Guard          | 40 151          | 10,7                 | 31 286         | 7 835     |
| Total                   | 1 450 689       | 14,9                 | 1 196 210      | 254 479   |

Un étranger ayant la carte de résident permanent aux États-Unis (dite « green card ») peut s'engager dans les Forces armées en tant que simple soldat ; il peut recevoir la nationalité américaine durant son séjour sous les drapeaux. Les officiers doivent, eux, déjà avoir la nationalité américaine.
En 2005, environ 31 000 militaires actifs n'étaient pas citoyens américains et entre 2001 et début 2010, 58 000 étrangers ont intégré les Forces armées.
| Service/Arme    | Non-américains en 2005 | % de l'effectif |
| --------------- | ---------------------- | --------------- |
| US Navy         | 15 880                 | 4,2             |
| US Marine Corps | 6 440                  | 3,8             |
| US Army         | 5 596                  | 1,2             |
| US Air Force    | 3 056                  | 0,8             |

Depuis la fin de la Guerre froide, il y a une diminution sensible des installations militaires, tant sur le territoire métropolitain qu'outre-mer (hors zones de conflits) dans le cadre du Base Realignment and Closure mais les États-Unis restent le seul État ayant une capacité de déploiement planétaire de grande envergure avec des bases sur tous les continents.
Durant l'année fiscale 2007, les différentes armes ont recruté :
| Service/Arme    | Recrues |
| --------------- | ------- |
| US Army<        | 80 407  |
| US Air Force    | 27 801  |
| US Navy         | 37 361  |
| US Marine Corps | 35 603  |

### En 2011
Au 30 juin 2011, l'ensemble des Forces militaires américaines, c'est-à-dire l'US Army, l'US Navy, l'US Air Force et l'US Marine Corps (exception faite de l'US Coast Guard qui compte 43 521 personnels d'active au 30 septembre 2011) regroupent 1 434 312 militaires répartis sur un millier de bases d'une centaine de pays.
| Pays     | Total     | Army    | Navy    | Marine Corps | Air Force |
| -------- | --------- | ------- | ------- | ------------ | --------- |
| À terre  | 1 332 656 | 571 108 | 233 368 | 194 451      | 333 729   |
| Embarqué | 101 656   | 0       | 95 280  | 6 376        | 0         |
| Total    | 1 434 312 | 571 108 | 328 648 | 200 827      | 333 729   |

| Pays                              | Total     | Army    | Navy    | Marine Corps | Air Force |
| --------------------------------- | --------- | ------- | ------- | ------------ | --------- |
| États-Unis contigus               | 1 019 767 | 454 495 | 193 663 | 114 607      | 254 302   |
| Alaska                            | 21 506    | 13 677  | 44      | 26           | 7 759     |
| Hawaï                             | 42 360    | 22 974  | 8 595   | 5 905        | 4 886     |
| Guam                              | 4 137     | 55      | 2 035   | 20           | 2 027     |
| Porto Rico                        | 190       | 111     | 30      | 24           | 25        |
| Îles Vierges des États-Unis       | 2         | 0       | 1       | 1            | 0         |
| Wake                              | 4         | 0       | 0       | 0            | 4         |
| En transit                        | 55 356    | 10 793  | 9 688   | 28 756       | 6 119     |
| Embarqué                          | 83 316    | 0       | 83 316  | 0            | 0         |
| Total - États-Unis et territoires | 1 226 638 | 502 105 | 300 072 | 149 339      | 275 122   |

## Armement nucléaire et défense anti-missile

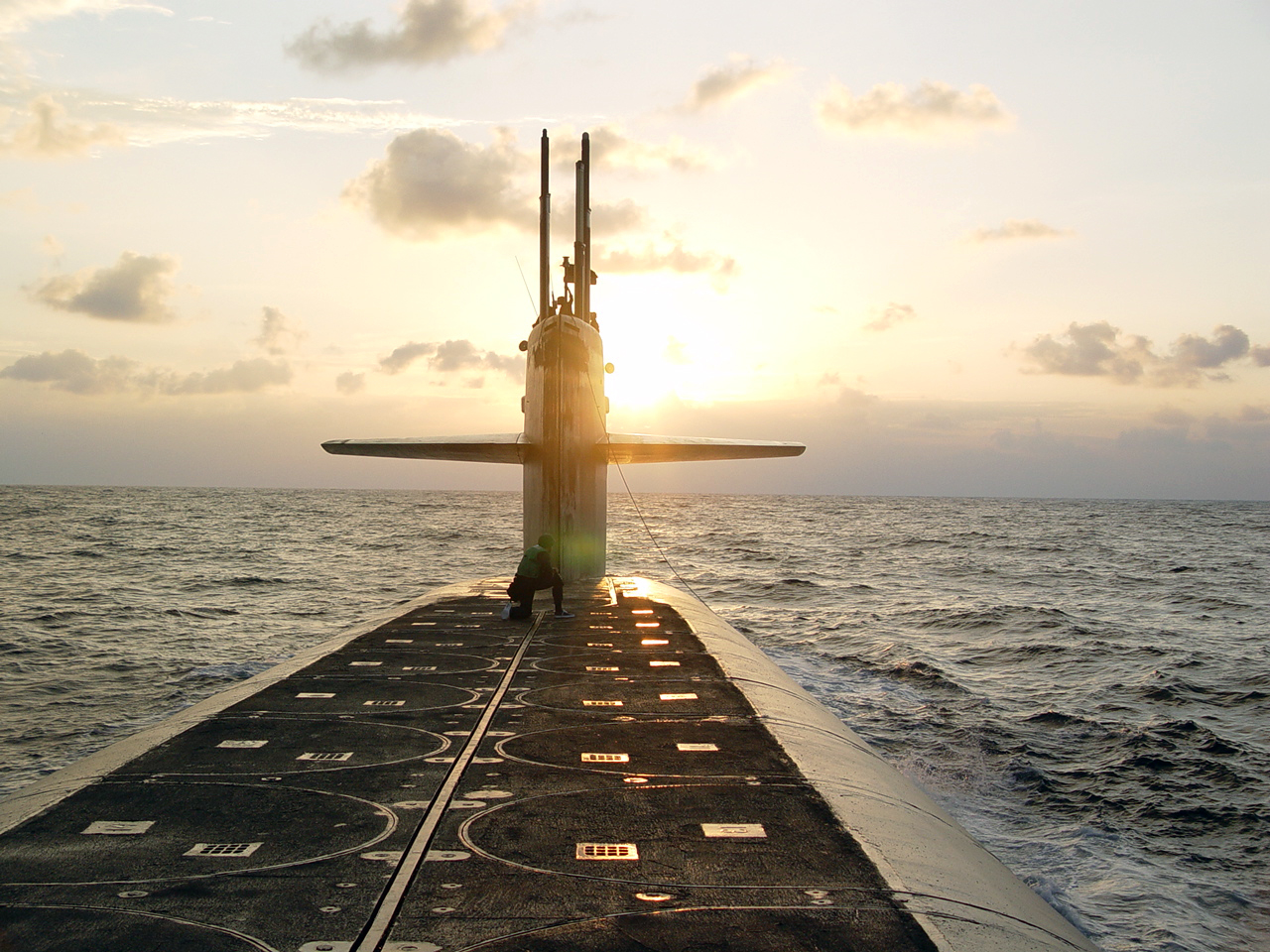
Le USS Wyoming (SSBN-742) en surface. Il s'agit de l'un des 14 SNLE de classe Ohio en service en 2017. Ces « boomers » (surnom donné aux SNLE dans les marines du monde anglo-saxon) peuvent embarquer jusqu'à 24 missiles Trident II emportant eux-mêmes un maximum de 12 MIRV soit 288 ogives par bateau mais depuis les accords START II sont limités à cinq ogives. Ils sont les principaux vecteurs d'armes nucléaires des États-Unis devant les 450 missiles balistiques intercontinentaux basé au sol Minuteman III et la centaine de bombardiers stratégiques en service.

Malgré leurs accords de non-prolifération, le stock d'armement nucléaire des deux grands est resté très important.

Les forces armées des États-Unis sont les premières à obtenir l'arme nucléaire en 1945. Utilisée lors des bombardements atomiques d'Hiroshima et de Nagasaki pour en terminer avec la Seconde Guerre mondiale, l'apparition de la guerre froide fait construire de grands stocks d'ogives et de multiples vecteurs conduisant à l'équilibre de la terreur avec l'URSS. Le Single Integrated Operational Plan conçu dans les années 1960 est la planification stratégique en cas de guerre nucléaire. On compte un maximum de 31 255 ogives en 1967 dans l'arsenal américain et constituant toujours un élément central de la stratégie américaine de dissuasion, leur importance et leur nombre ont décru avec la fin de la guerre froide et depuis le milieu des années 1970, l'Armée soviétique, puis son successeur, les Forces armées de la fédération de Russie dépasse le mégatonnage américain mais reste inférieure au niveau de la précision de ces armes.
Les armes nucléaires sont depuis 1992 sous le contrôle du United States Strategic Command (STRATCOM), les ogives tactiques hors bombes embarquées à bord d'avions tels missiles à courte portée, obus, mines ou torpilles ne sont plus en service depuis cette période. Le DoD annonce disposer de 5 113 têtes nucléaires déployées, non déployées, stratégiques et non stratégiques fin septembre 2009. Le traité SORT signé en 2002 prévoit la réduction de l'arsenal à la limite maximale de 2 200 armes opérationnelles en 2012. Il sera remplacé par le Traité de réduction des armes stratégiques de 2010 prévoyant un maximum de 1 550 ogives pour chaque partie contractante, les bombardiers ne comptant que comme une seule ogive.
| Date                         | ICBM, SLBM et bombardiers lourds | ICBM lourds | Ogives (ICBM, SLBM et bombardiers lourds) | Ogives (ICBM et SLBM) | Ogives (ICBM sur lanceurs mobiles) | Ogives (ICBM lourds) | Puissance (ICBM et SLBM) (Mt) |
| ---------------------------- | -------------------------------- | ----------- | ----------------------------------------- | --------------------- | ---------------------------------- | -------------------- | ----------------------------- |
| Limites imposées par START-1 |                                  |             |                                           |                       |                                    |                      |                               |
| 31 juillet 1991              | 1 600                            | 154         | 6 000                                     | 4 900                 | 1 100                              | 1 540                | 3 600                         |
| États-Unis                   |                                  |             |                                           |                       |                                    |                      |                               |
| 1er septembre 1990           | 2 246                            | 0           | 10 563                                    | 8 210                 | 0                                  | 0                    | 2 361,3                       |
| 1er janvier 2008             | 1 225                            | 0           | 5 914                                     | 4 816                 | 0                                  | 0                    | 1 826,1                       |
| 1er janvier 2009             | 1 198                            | 0           | 5 576                                     | 4 514                 | 0                                  | 0                    | 1 717,3                       |
| 1er juillet 2009             | 1 188                            | 0           | 5 916                                     | 4 864                 | 0                                  | 0                    | 1 857,3                       |

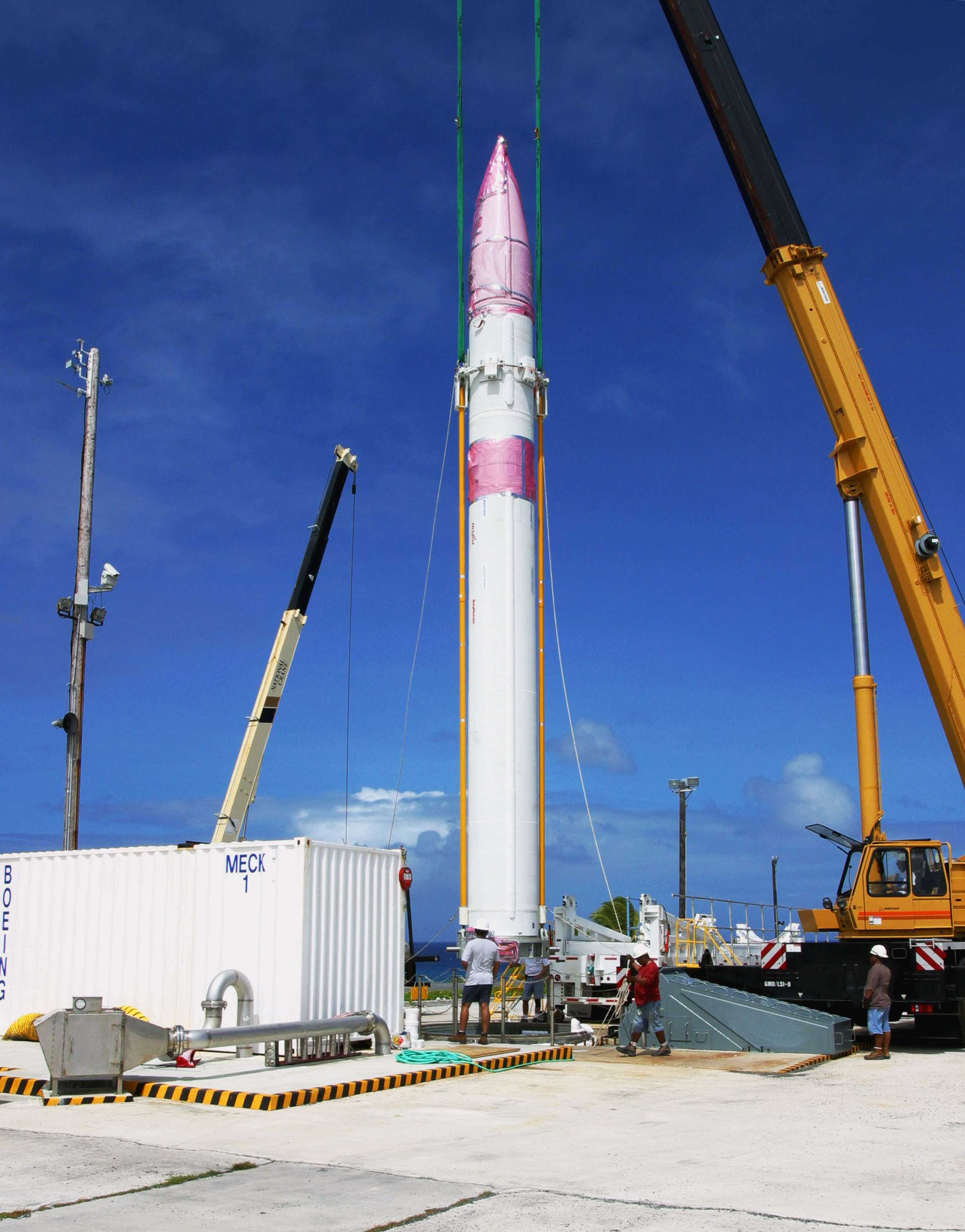
L'un des premiers Ground-Based Interceptor installé dans un silo à Fort Greely en Alaska en 2004. 40 sont prévus sur ce site en 2017.

D'importants systèmes de détection et de prévention d'une éventuelle attaque adverse furent parallèlement mis en place tels les satellites d'alerte précoce MIDAS et les réseaux radars du Commandement de la défense aérospatiale de l'Amérique du Nord.
Après plusieurs programmes destinés depuis 1957 à contrer les attaques de missiles balistiques mais qui ne furent pas opérationnels, le système Missile Defense, dont l'objectif est d'intercepter une vague limitée d'ICBM lancés vers le continent nord-américain et de protéger certains alliés (Japon et OTAN, entre autres), est progressivement mis en place depuis 2004.

## Budget
En 2009, le budget total de la Défense américaine est de 636,5 milliards de dollars. La répartition entre les armes se fait approximativement ainsi : 35 % pour la Navy (incluant 4 % pour les Marines), 35 % pour l'Air Force et 30 % pour l'US Army (Armée de terre).
Les dépenses militaires des États-Unis représentent 36,6 % des dépenses militaires mondiales en 2013, dont une partie absorbée dans les guerres d'Irak et d'Afghanistan. Cependant, les dépenses militaires (équipement, personnel et frais de gestion) ne représentaient que 21 % du budget du gouvernement fédéral en 2008, soit un total de 2 979 milliards de dollars, et environ 4 % du PIB américain,, ce qui classe le pays en 26e position mondiale. Le budget de la défense des États-Unis en temps de paix était jusqu'à la fin des années 1940 relativement faible, voire insignifiant par rapport à d'autres grandes nations ; il fallut la Guerre froide pour que celui-ci devienne de loin le premier au monde. Après une baisse dans les années 1990, la guerre contre le terrorisme et le renouvellement d'une partie du matériel hérité de la guerre froide ont fait augmenter le budget de 66,5 % entre 1999 et 2008.
Le coût moyen d'un militaire américain au niveau salaire et soins augmente entre 2000 et 2010 de 73 % passant de 73 300 à 126 800 dollars et les soins de santé pour les 9,6 millions de militaires d'active, retraités, membres de la Garde nationale, réservistes et personnes à charge représente presque un dixième du budget de la Défense 2011 soit 50,7 milliards de dollars.
Pour 2019, le budget des forces armées américaines est de 716 milliards de dollars. Ce budget représente plus de 40 % des dépenses militaires mondiales entre la chute de l’URSS fin 1991 et 2013.
Voici la répartition de celui-ci en 2004 :
| Division                   | Montant (milliards USD) |
| -------------------------- | ----------------------- |
| Opérations et maintenance  | 174,081                 |
| Personnel militaire        | 113,576                 |
| Approvisionnement          | 76,217                  |
| Recherche et développement | 60,756                  |
| Construction militaire     | 6,310                   |
| Total                      | 437,111                 |

## Traditions
Le jour des forces armées est célébré le troisième samedi du mois de mai.

## Droits civiques et place des femmes
Des Amérindiens combattirent dès la guerre d'indépendance du côté des insurgés, certains dont Pushmataha furent nommés à des postes d'officier supérieur. Ils ont un taux d'enrôlement dans l'Armée plus important que n'importe quel autre groupe ethnique.

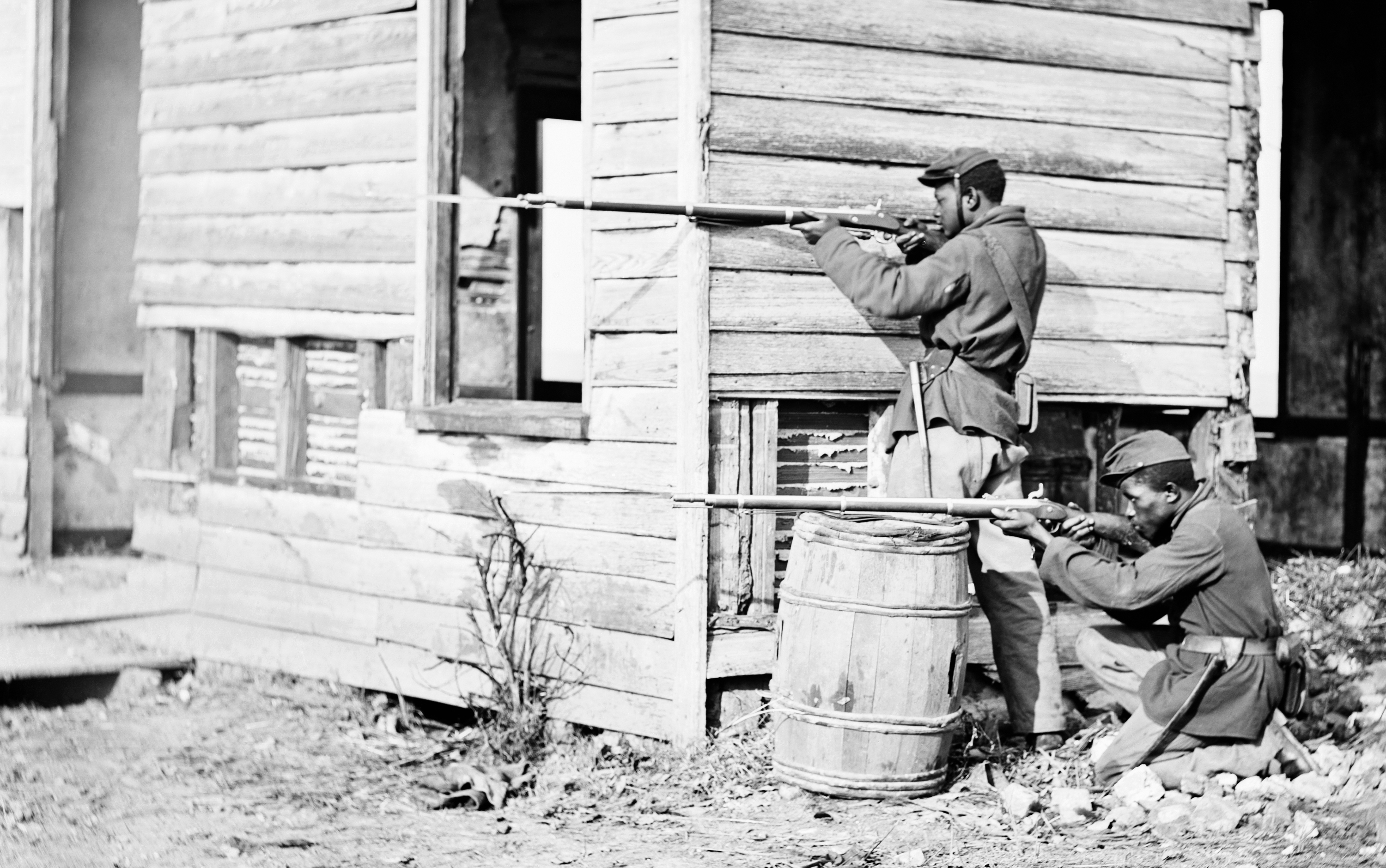
Novembre 1864 : deux soldats de l'USCT armés de fusil Springfield Model 1861 posent pour le photographe à Dutch Gap.
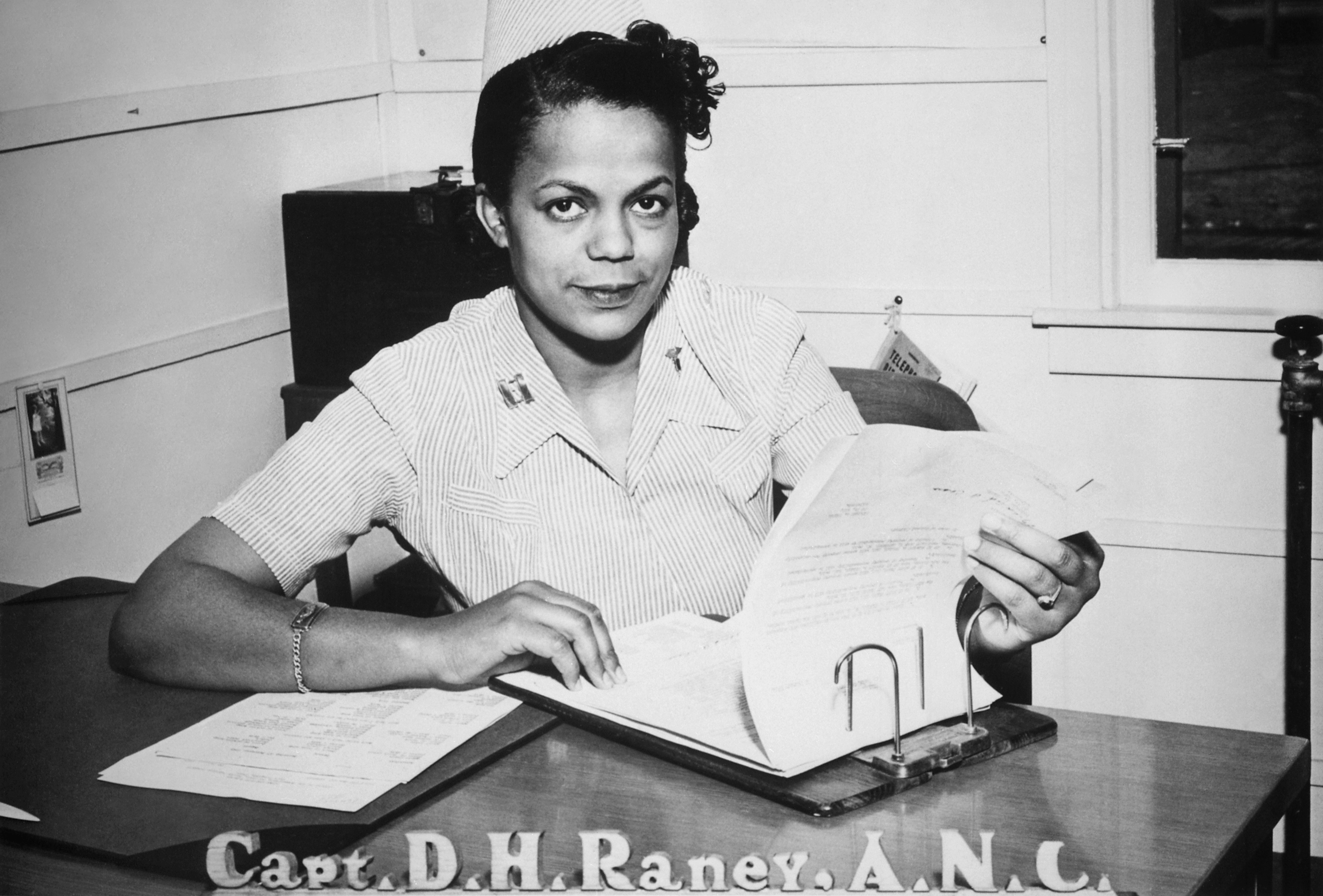
Della H. Raney, première noire infirmière à être intégrée dans le United States Army Nurse Corps (en) avec le grade de capitaine puis de major. Avril 1945.
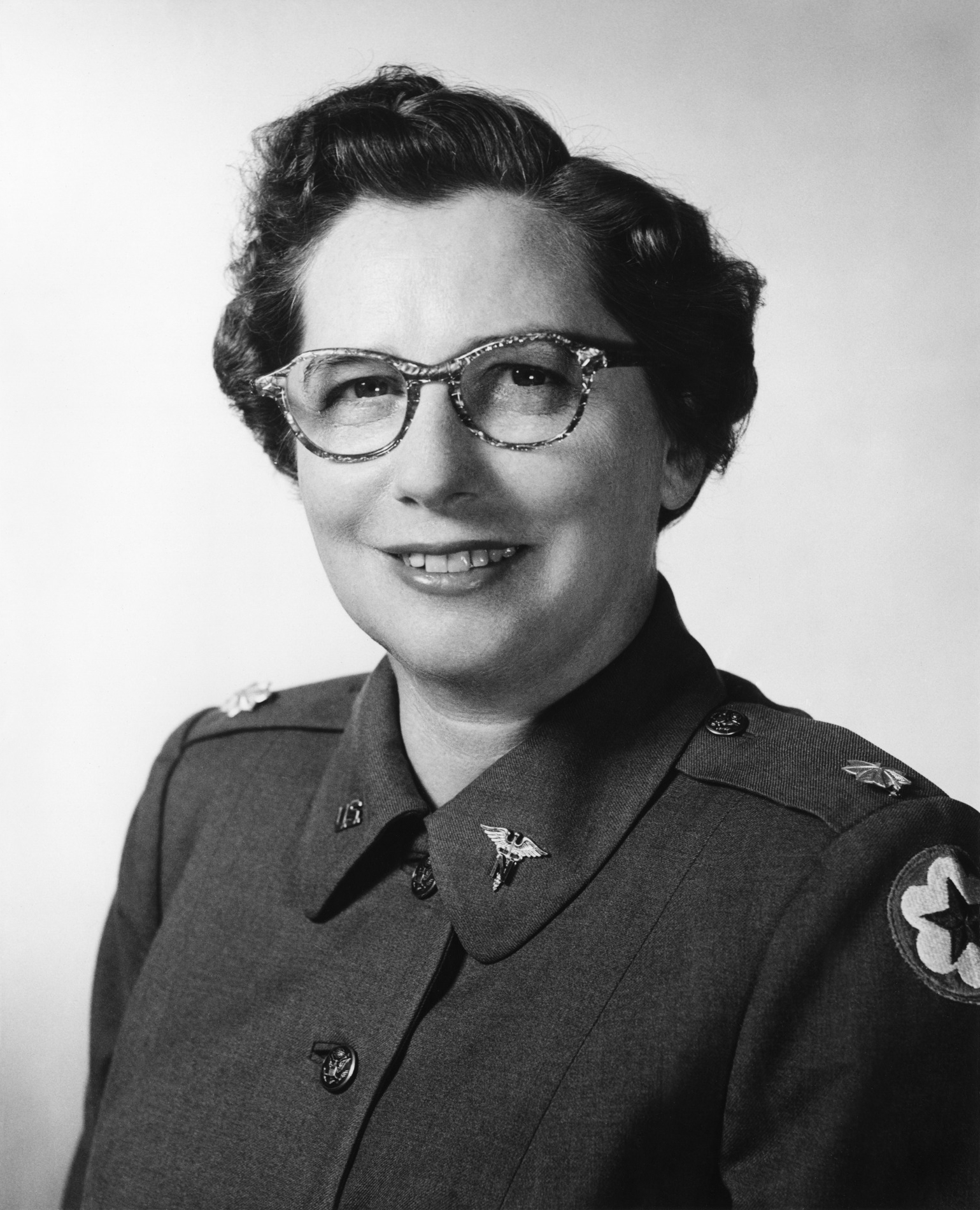
Pauline Kirby (en), officière infirmière dans les forces armées des États-Unis en 1954.

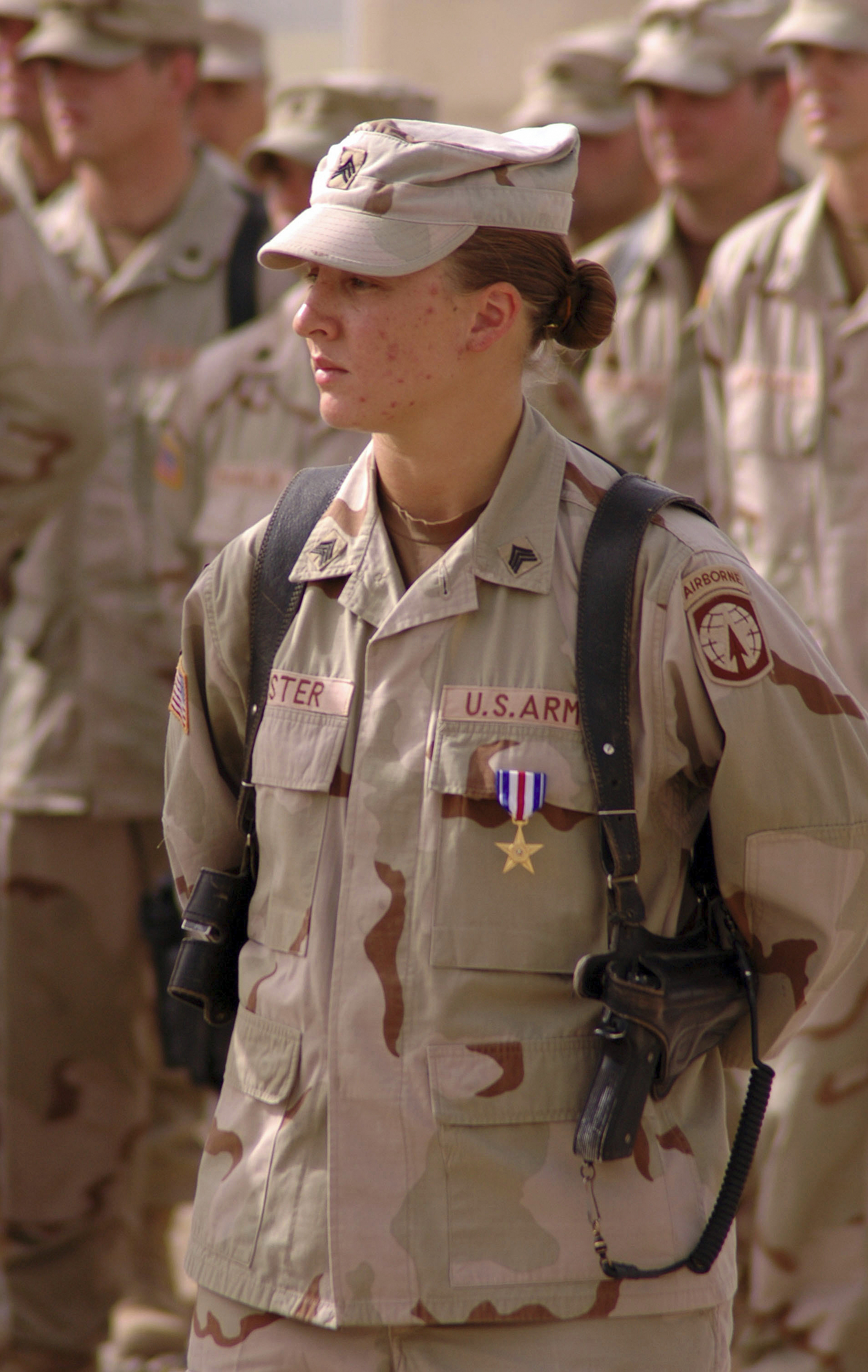
Le sergent Leigh Ann Hester après avoir été décorée de la Silver Star le 16 juin 2005.

Durant la guerre de Sécession, des Afro-Américains furent intégrés dans des unités de combat spécifiques à la suite de la ségrégation raciale, les United States Colored Troops qui furent surnommés les Buffalo Soldiers, plus de 100 000 servirent au total dans l'Union Army. En 1901 et 1908, la création du corps des infirmières de l'Armée et du corps des Marines entrouvre très légèrement la porte pour l'accès des femmes à la carrière militaire. Lorsque les États-Unis sont rentrés dans la Première Guerre mondiale, alors que l'Armée de terre rechignait à engager des femmes, près de 13 000 d'entre elles se sont enrôlées dans la Marine, les Marines et les Garde-côtes avec le même statut que les hommes dans les services administratifs à « l'arrière ».
Le premier Afro-Américain à être promu général dans l'US Army a été Benjamin O. Davis, Sr. le 26 octobre 1940, son fils Benjamin Oliver Davis, Jr. a été le premier général noir de l'USAF le 27 octobre 1954. Plus d'un million d'Afro-Américains servirent dans toutes les branches des Forces armées pendant la Seconde Guerre mondiale tandis qu'un demi-million de femmes occupèrent de nombreux postes hors unités de combat.
Le 26 juillet 1948, en déclarant qu'il y « aura égalité dans le traitement et dans les chances accordés à tous les membres des Forces armées, sans distinction de race, de couleur, de religion ou d'origine nationale », le président Harry S. Truman ordonne la fin de la ségrégation raciale dans l'Armée américaine et le dernier des régiments de couleurs fut dissous en 1951.
Le 11 juin 1970, pour la première fois, deux femmes furent promues brigadier général aux États-Unis.
Bien que les Forces armées utilisent à l’heure actuelle du personnel militaire féminin sur les théâtres d'opérations pour obtenir des renseignements auprès des femmes locales et aider la police quant aux femmes suspectes, il est expressément interdit à ces mêmes femmes soldats d’être dans des unités de combat. Le président George W. Bush avait annoncé dans une conférence de presse en 2005 qu’il n’autoriserait pas les femmes à servir dans des unités de combat terrestre alors qu’il acceptait que des femmes aient un rôle embarqué sur des véhicules et dans des avions de combat. Bien qu'il ait interdit aux femmes de servir dans l’infanterie, l’artillerie et les blindés ainsi que dans toutes les forces d’opérations spéciales, il ne donna pas l’ordre de les démobiliser des unités qui ont pour tâches les appuis au combat, comme celles d’infirmières. Mais la réalité des conflits actuels largement asymétriques où les lignes de front n'existent plus fait que celles-ci se retrouvent effectivement en zone de combat. Lors de l'invasion du Panama par les États-Unis en 1989, 4 % de l'effectif engagé était féminin soit 800 membres parmi lesquelles 150 participèrent aux combats notamment dans les rangs de la police militaire.
En 1993, le secrétaire de la Défense autorise les femmes à suivre une formation de pilote de chasse. Le 28 avril 1993, l'United States Air Force déclare commencer à accepter les femmes comme pilotes de chasse et instructeurs des pilotes de chasse. Kara Hultgreen est en 1994 la première femme pilote de chasse dans l'aéronavale de l'US Navy mais périt lors d'un accident d'avion quelques mois après sa nomination. La première femme afro-américaine à être pilote de chasse dans l'USAF passe son brevet en août 1999. La même année, Michelle Howard devient la première femme afro-américaine à commander un navire militaire, puis la première femme à devenir officier général de la marine.
Le sergent Leigh Ann Hester (en), de la Garde nationale du Kentucky et affecté à la police militaire est la seconde femme de l'Histoire à recevoir une Silver Star et la première à la suite de son action au combat lorsque son unité tombe dans une embuscade en Irak le 20 mars 2005. La première femme l'ayant été étant Mary Roberts Wilson, infirmière durant la bataille d'Anzio en 1944. L'infirmière Monica Lin Brown (en) fut la 3e à recevoir cette haute distinction le 21 mars 2008 pour avoir par sa bravoure et l’aide médicale rendue sous le feu sauvé la vie de ses camarades en avril 2007. En 2008, il y a 14 000 pilotes dans l'USAF dont 3 700 sont pilotes de chasse parmi lesquels 70 sont des femmes. C'est également en 2008 qu'une femme accéda pour la première fois au grade de général quatre étoiles avec la promotion d'Ann E. Dunwoody.
En février 2010, les femmes sont autorisées à servir dans les sous-marins de l'United States Navy, l'un des unique postes, avec les SEAL où elles n'avaient pas encore droit de cité. Le 18 décembre 2010, le Sénat américain adopte un projet de loi supprimant la règle « Don't ask, don't tell » qui impose aux militaires américains de cacher leur orientation sexuelle ; il est entré en vigueur le 20 septembre 2011,,.

## Statistiques diverses
Selon l'United States Army Materiel Command, 1,6 milliard de cartouches de petit calibre (du 5,56 × 45 mm OTAN à la .50 BMG) sont consommées en 2007 par les Forces armées. 1,3 milliard sont fabriquées aux États-Unis dans deux usines, trois cents millions sont importées essentiellement d'autres pays alliés tels Israël et Taïwan. En janvier 2005, une commande de 300 millions de cartouches de 5,56 mm fut passée à une usine de l'Armée de la république de Chine en échange de plus de 400 AGM-114 Hellfire.
En 2006, le département de la Défense est le plus grand consommateur de carburant des États-Unis avec 110 millions de barils de pétrole représentant 1,5 % de la consommation nationale pour un coût de 13,6 milliards de dollars (au cours du pétrole de l'année indiquée) ; il utilise également 3,8 milliards de kWh soit 78 % de la consommation d'énergie du gouvernement fédéral et 0,8 % de la consommation totale des États-Unis; 70 % de la consommation de carburant a lieu lors d'opérations militaires. L'US Air Force consomme 200 000 barils par jour, l'US Navy 100 000 et l'US Army 30 000. En 2010, la consommation énergétique du DoD s'est élevée à un total de 211 milliards british thermal units pour un coût de 15,2 milliards de dollars.